# Sunbeam

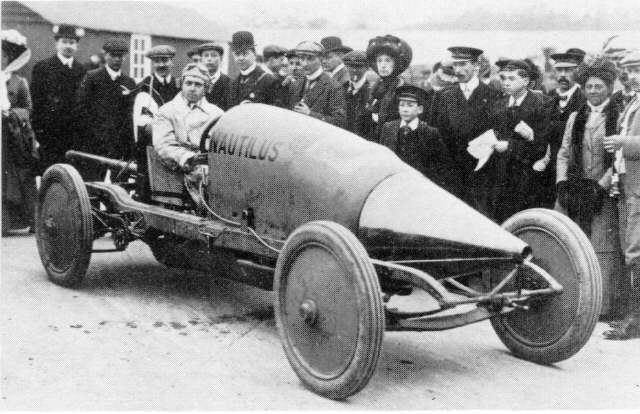
Le français Louis Coatalen, à bord de la Sunbeam 'Nautilus' à Brooklands, obtenant personnellement en 1910 les records de vitesse compris entre 2 et 12 heures.

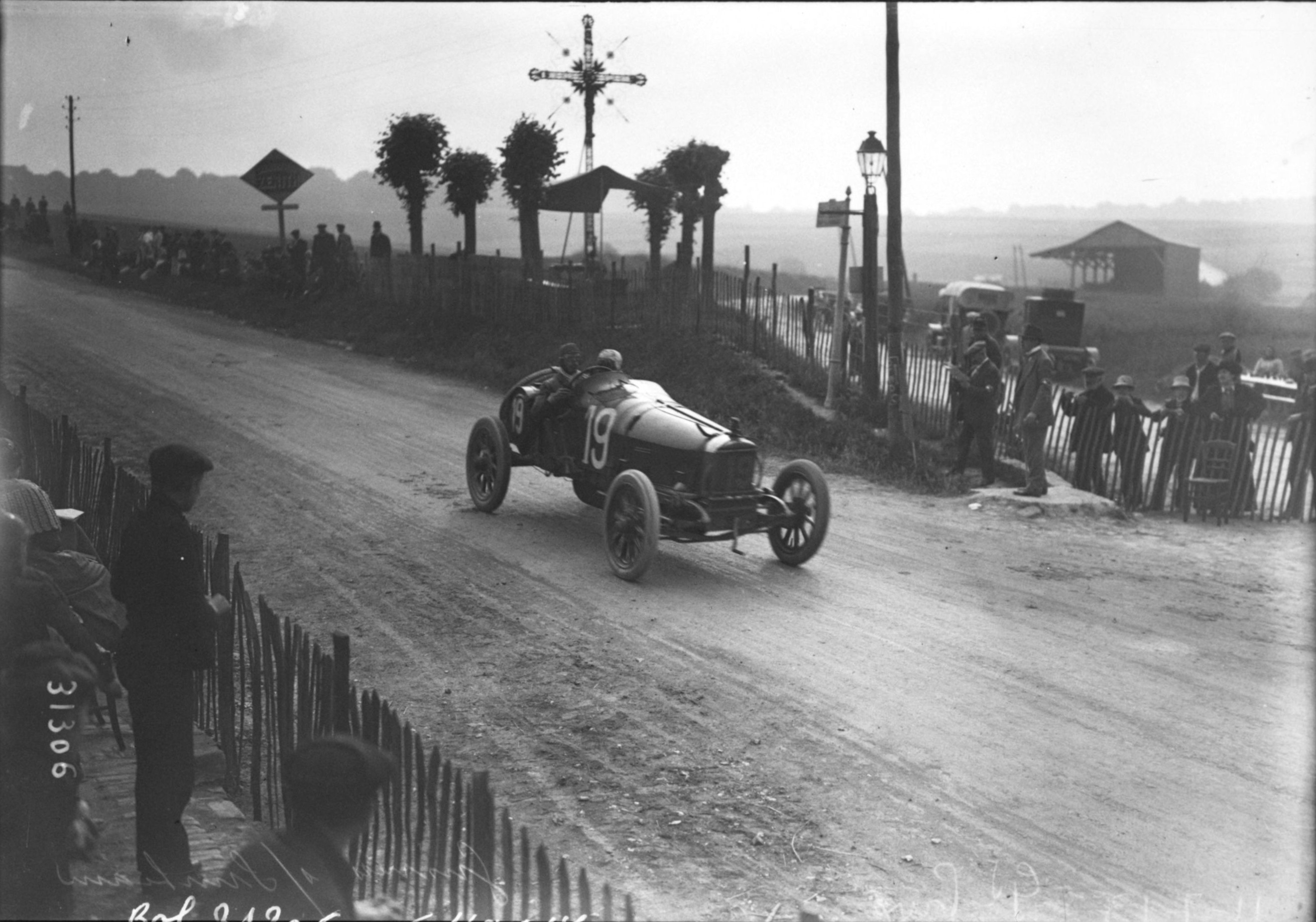
Kenelm Lee Guinness au Grand Prix de France 1913 sur Sunbeam.

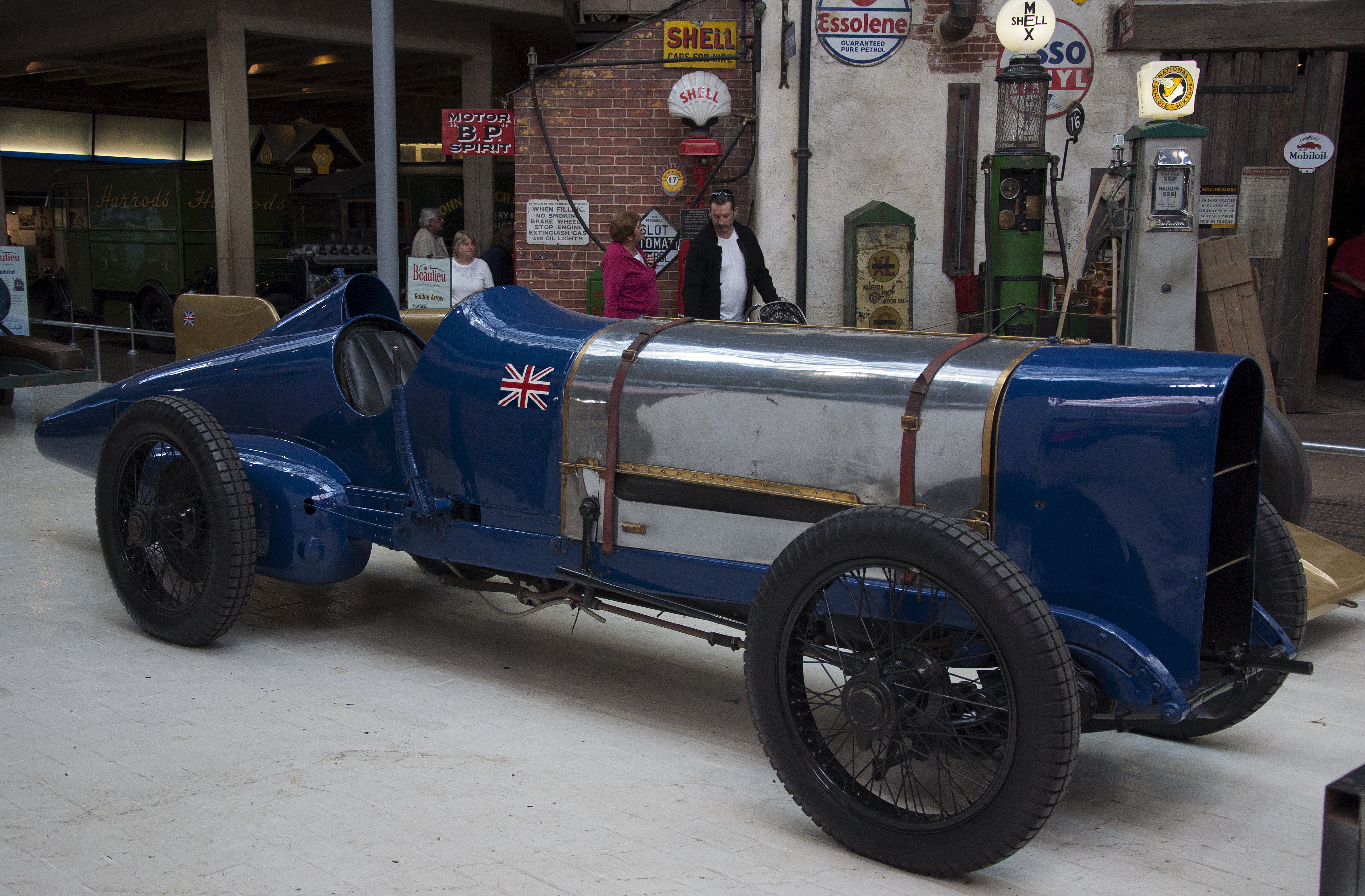
La Blue Bird Sunbeam 350HP du record de Lee Guinness en 1922, puis des deux premiers records mondiaux de Malcolm Campbell en 1924 et 1925 (musée automobile de Beaulieu).

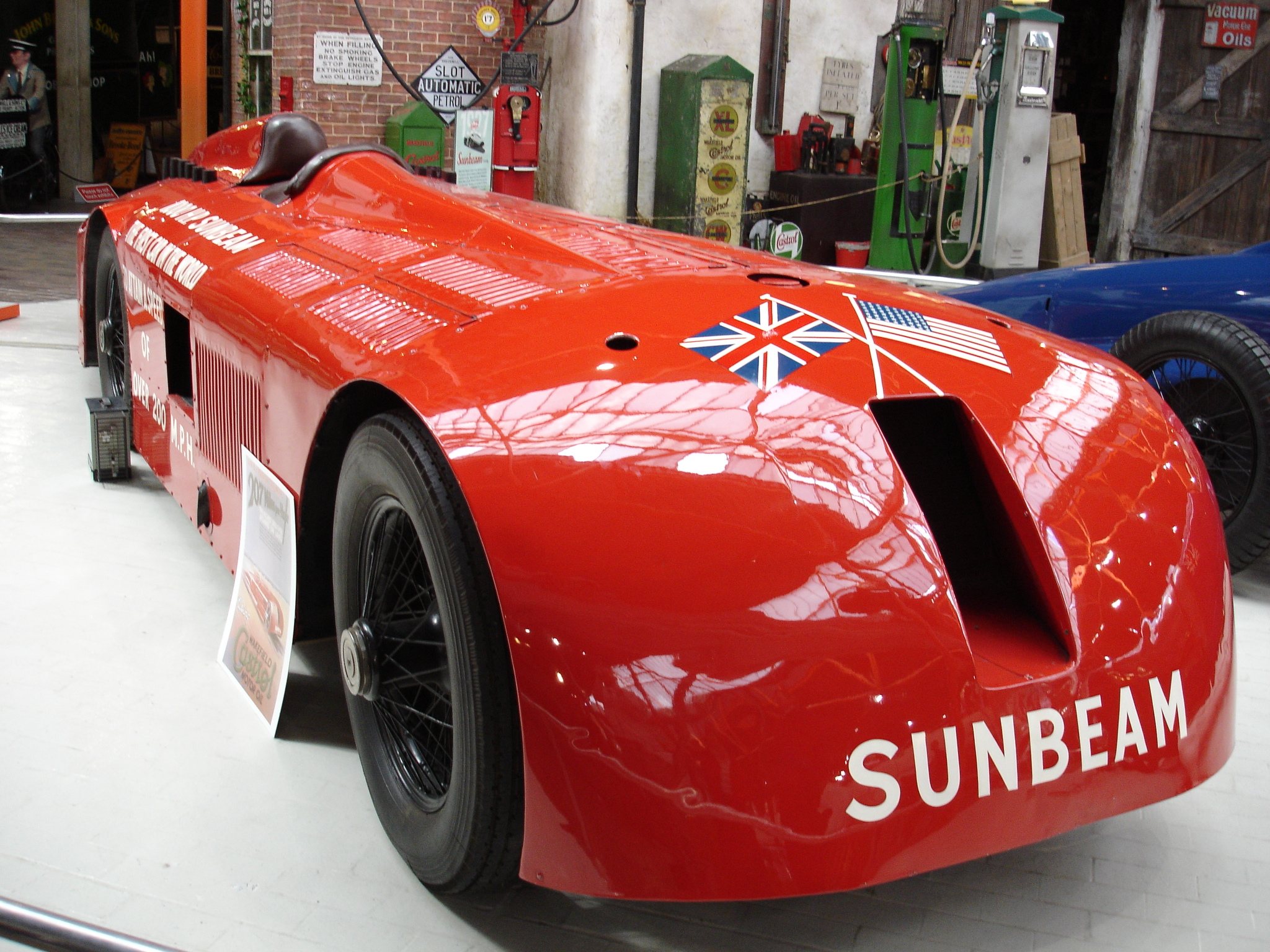
La Sunbeam 1000HP, surnommée Mystery car, ou the Slug (la limace) avec laquelle Henry Segrave dépasse les 200 mph (321 km/h) en 1927, carrossée par Thrupp & Maberly.

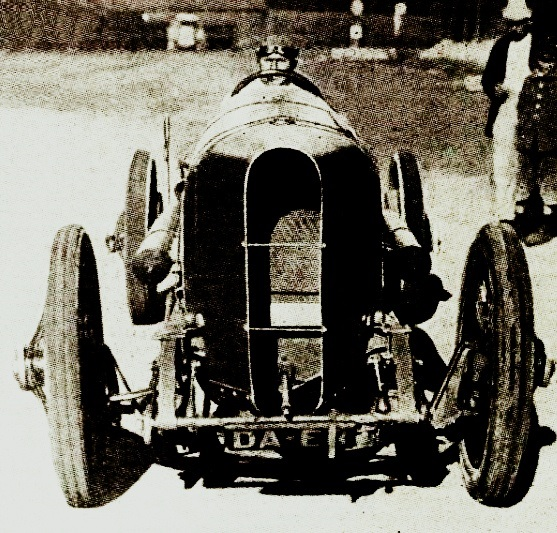
René Thomas sur Sunbeam 18,3 l, vainqueur de la côte de Gaillon 1920.

Sunbeam était une marque anglaise de bicyclettes, d'automobiles, de camions et de  moteurs d'avions créée par la John Marston Co. Ltd à Wolverhampton en 1888. Boostée à l'arrivée de l'ingénieur breton Louis Coatalen, l'entreprise s'illustre en compétition automobile puisqu'une Sunbeam est la première voiture britannique à remporter un Grand Prix et que la marque établit de nombreux records de vitesse terrestre.
L'entreprise fabriqua des bicyclettes puis des motos avant de s'intéresser à l'automobile à partir du XIXe siècle avant que le département des motocycles ne forme une société distincte, qui produisit aussi des articles électro-ménagers. Sunbeam construisit également des dirigeables transatlantiques, de puissants moteurs d'avions sous la marque Sunbeam-Coatalen (dont les fameux Manitou, Matabelle et Sikh qui s'illustrèrent durant la Première Guerre mondiale) et 647 avions au cours de la Seconde Guerre mondiale. L'entreprise fut rachetée en 1920 par son concurrent Clément-Talbot-Darracq (firme anglaise) pour former le groupe STD, puis par le groupe Rootes en 1936 qui continua à utiliser la marque Sunbeam, par Chrysler entre 1964 et 67 et enfin par Peugeot en 1978. La marque Sunbeam, aujourd'hui dormante, est détenue par le groupe Stellantis formé en 2020 de la fusion de Peugeot (PSA) avec Fiat-Chrysler.
Nb Lors de la vente de STD en 1936, les dirigeants de la SS Sidecars eurent le projet de racheter la marque Sunbeam pour renommer leur entreprise de ce nom. Ayant renoncé et laissé Rootes reprendre Sunbeam, ils optèrent en 1945 pour le nom de leur modèle Jaguar.

## Automobiles Sunbeam notoires
- Sunbeam Nautilus (1910)
- Blue Bird Sunbeam 350HP (1922, 1924, 1925)
- Sunbeam 14/40 HP (1924-1926)[1]
- Sunbeam 3 Litre (1924 - 1930)
- Sunbeam 1000HP (1926)
- Sunbeam-Talbot 2 Litres (1939-1948)
- Sunbeam Alpine (1953-1955 puis 1959-1968)
- Sunbeam Rapier (1955 - 1965)
- Sunbeam Tiger (1964-1967)

## Victoires notables avant-guerre
- Course de côte d'Aston Hill (Aston Clinton, Tring) 1909 (première victoire en côte);
- RAC Tourist Trophy 1914 et 1922;
- Grand prix de France à Tours 1923;
- Course de côte de Gaillon 1920 et 1926;
- Course de côte de Shelsley Walsh 1920 et 1921 (avec Christopher Bird) puis 1925 (Henry Segrave);
- Grand Prix automobile de France 1923;
- Grand Prix automobile d'Espagne 1923;
- Coupe de l'Autodrome 1924 (Miramas);
- Grand Prix automobile de Saint-Sébastien 1924;
- Course de côte du Col du Klausen 1925;
- 6 Heures de Brooklands 1927.

(Nota Bene : également 2e des 24 Heures du Mans 1925)

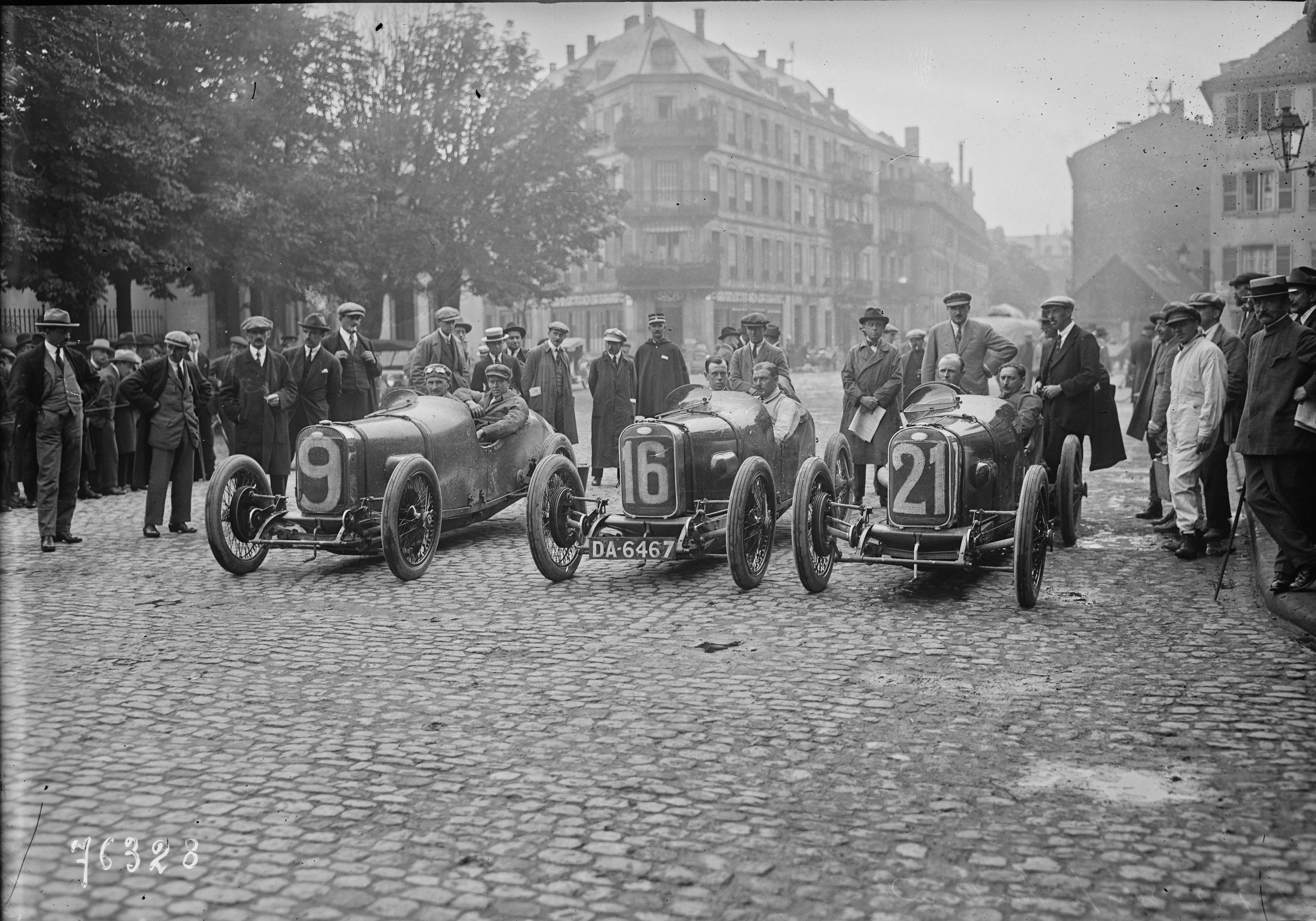
Le team Sunbeam au Grand Prix automobile de France 1922 (de G. à D. Jean Chassagne, Kenelm Lee Guinness et Henry Segrave).

## Motocyclisme
Sunbeam fut un grand producteurs de motos: ses plus riches heures se situent avant guerre où les machines de la marque collectionnaient les succès sur piste notamment dans les courses d'endurance avec la très sophistiquée Sunbeam Model 90.
Après guerre la firme produisit, en coopération avec BSA un modèle de tourisme bicylindre 500Cm3  très original la S7 puis son évolution améliorée , la S8 . Contrairement aux canons de l'industrie motocycliste britannique instaurés par la firme Triumph , le bicylindre était disposé longitudinalement et utilisait une transmission secondaire par arbre et cardans, comme les BMW allemandes. Toutefois cette disposition mécanique donnait un mauvais refroidissement (par air déplacé) du cylindre arrière et cantonnait le moteur à une puissance spécifique faible. 
Le pont arrière était à vis sans fin et non à couple cônique (la firme ne disposait pas des machines-outils adéquates et devait "faire avec" d'antiques machines à tailler les engrenages héritées de la firme Lanchester ) ce qui posa divers problèmes graves de fiabilité. À la fermeture de l'usine il restait un stock impressionnant de pièces qui furent reprises par Stewart engineering, les frères Stewart allant jusqu'à assembler des S8 neuves et à les commercialiser dans leur magasin londonien de Bective Road jusqu'à la fin des  années 70.

## Nautisme
La firme John Marston , propriétaire de la marque Sunbeam se lança dans la fabrication de moteurs Hors bord peu avant la seconde guerre mondiale.
Cependant, ces engins ne furent pas commercialisés sous l'écusson Sunbeam, mais sous la marque British Seagull (Goëland britannique), très appréciés des plaisanciers et des pêcheurs.
Ces moteurs 2 temps à faible rendement spécifique très rustiques et très fiables pour l'époque (on peut les considérer comme l'équivalent aquatique d'un Vélosolex) étaient cependant produits en quantités relativement limitées , mais la seconde guerre mondiale changea la donne. 
Gardant du réembarquement des troupes franco britanniques de Dunkerke en 1940, réalisé dans une improvisation quasi totale,  un cuisant souvenir, les planificateurs militaires anglais qui préparaient le débarquement de Normandie passèrent des commandes colossales de moteurs British Seagull pour le cas où les soldats seraient contraints de réembarquer depuis les plages de l'est du Cotentin, difficilement accessibles aux navires à fort tirant d'eau. Cachés dans des toiles imperméables et enterrés dans le sable sec au-dessus de la limite de l'estran, ces moteurs ne furent pas perdus pour tout le monde lorsque le succès de l'opération Overlord se confirma, les pêcheurs normands en récupérèrent par dizaines.

Ayant établi ainsi sa réputation, le firme Britis Seagull (devenue indépendante du groupe Sunbeam) connut un enviable succès dans les trente années d'après guerre, mais ne fit pas beaucoup évoluer ses fabrications et périclita lentement , les fabricants américains et surtout japonais proposant des produits plus performants . L'arrivée de nouvelles normes antipollution sonna le glas de ces fabrications à partir du milieu des années 1980